# Via Cassia

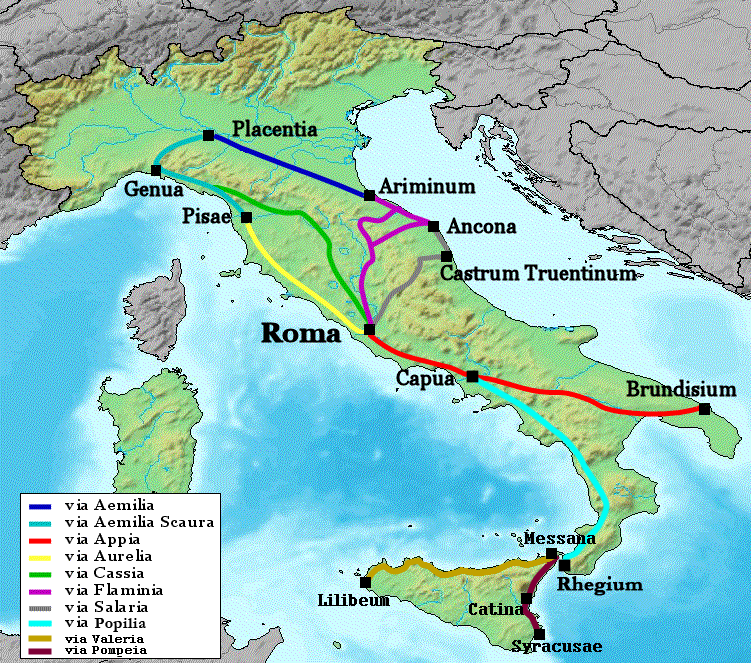
Några viktiga romerska vägar med Via Cassia markerad i grönt.

Via Cassia var en via consularis som gick från Rom till Luna nära dagens Florens. Via Cassia började vid Pons Mulvius 4, 5 kilometer norr om Rom där den utgick från via Flaminia. Via Cassia gick genom Etrurien och passerade genom Baccanae, Sutrium, Vulsinii, Clusium, Arretium, Florentia, Pistoria och Luca. Vid staden Luna förenades vägen med Via Aurelia.
Via Amerina var en väg som bröt av från Via Cassia nära Baccanae, höll norrut genom Falerii, Todi och Perugia och återförenades med Via Cassia vid Clusium. När den langobardiske hertigen Faroald attackerade och skar av Via Flaminia, livlinan mellan Rom och Ravenna, förbättrades och befästes Via Amerina i intervaller.
Vägen användes för de individuella tävlingarna i cykel vid OS 1960.